# M.V. Pedulla Guitars
La M.V. Pedulla guitars è stata una piccola azienda di liuteria situata a Rockland, vicino a Boston (Massachusetts), fondata da Micheal V. Pedulla nel 1975. La maggior parte dei bassi sono stati costruiti da Micheal stesso, ad eccezione del periodo di maggiore successo dell'azienda, che vide l'assunzione di alcuni dipendenti: si pensi che a metà anni '90 la produzione aveva raggiunto picchi di 750 bassi all'anno.
Il catalogo della Pedulla guitars comprendeva diverse serie di bassi: 
- serie MVP e Buzz, bassi neck-through, rispettivamente tastati e fretless, che resero Pedulla piuttosto famoso negli anni 80-90 del '900. Erano disponibili in versione 4, 5 e 6 corde, con una classica combinazione di pick-up P-J (4, 5 corde) o humbucker (6 corde) e circuitazione attiva NTMB della Bartolini. I Buzz assumevano un diverso prefisso numerale a seconda del numero di corde, in particolare PentaBuzz per i cinque corde ed Hexabass per i sei corde.
- Serie Thunderbass e Thunderbolt, rispettivamente neck-through e bolt-on. Si trattava di bassi con impostazione più moderna, disponibili in versione 4, 5 e 6 corde, che montavano solo humbucker ed uno specifico circuito di guadagno sulle mediobasse denominato "Thunderguts", dal guadagno modesto ma utile ad evidenziare un gruppo di frequenze medie capaci di "tagliare il mix". Il "Thunderguts" rappresenta uno dei due circuiti proprietari denominati "Thundersound modules", o TBT,[2] specifici dei bassi Thunder, sempre prodotti in collaborazione con Bartolini.
- Serie Rapture: cloni moderni di bassi creati da Leo Fender, a 4 e 5 corde, con combinazione di uno o due pick-up P-J, J-J o MM e circuitazione attiva TBT. A differenza dei Thunder, l'interruttore presente sui Rapture attivava un taglio delle medie anziché un guadagno.
- Serie Nuance, l'ultima creata, simile alla Thunderbass/Thunderbolt ma dal suono ancora più moderno: tastiera in ebano anziché palissandro, nuovo ponte, top del corpo con legni esotici.[3]
- per un breve periodo è esistita anche una "Serie II", una serie più economica basata sui bassi MVP/Buzz, prodotto con gli stessi legni ma senza possibilità di personalizzazione, sulla falsariga di ciò che altri liutai propongono anche oggi come serie "standard".

Tutti i modelli Pedulla sono stati sempre orgogliosamente prodotti negli USA come testimoniato, ad esempio, in una versione speciale a stelle e strisce per il 40º anniversario dell'azienda. 
I bassi Pedulla erano forniti di pickup ed elettronica personalizzati prodotti in collaborazione con Bartolini, e il binomio era tale che la Bartolini fornisce ancora supporto tecnico ai clienti Pedulla anche dopo la chiusura di quest'ultima.
La produzione era caratterizzata da una scelta limitata di opzioni, un'idea che è stata probabilmente la parte più originale dell'approccio Pedulla al basso: mentre i liutai sono soliti fornire ai clienti una grande varietà di opzioni allo scopo di adeguare ogni aspetto dello strumento all'idea del musicista, la visione di Micheal Pedulla era quella di costruire un basso solido e dal suono eccezionale, risultato di lunghi esperimenti, con un numero limitato di personalizzazioni che non incidessero sul suono dello strumento, quali, ad esempio, il colore della vernice o dell'hardware.
Micheal Pedulla ha annunciato il suo pensionamento nel maggio 2019 e l'azienda ha quindi cessato la sua attività dopo 45 anni e 15.000 bassi prodotti.